# Bacillus licheniformis
Bacillus licheniformis ist ein gram-positives, Sporen bildendes Bakterium, das als Saprophyt weite Verbreitung in der Umwelt hat. Die Spezies ist sehr eng mit Bacillus subtilis verwandt. Da sie auch fakultativ anaerob wächst, besetzt die Spezies weitere ökologische Nischen. Sie kommt im Boden vorwiegend als Sporen vor. Einige Isolate sind auch zur Denitrifikation befähigt. Ihre Bedeutung im Stickstoffkreislauf ist jedoch eher gering. Die extrazelluläre, thermostabile, alkalische Protease von B. licheniformis wird industriell beispielsweise als Detergenz in Waschmitteln eingesetzt wie etwa das von B. licheniformis produzierte Subtilisin Carlsberg. Die Keratinase von B. licheniformis wird in der Tierkörperverwertung beim Auflösen von Federn eingesetzt. In der Tiermast von Schweinen und Hühner wird es als Probiotikum dem Futter zugesetzt. Es wird von Toxin produzierenden Stämmen berichtet, die zu Lebensmittelvergiftungen führen können. Diese wurden aus Rohmilch und industriell hergestellter Babynahrung isoliert.